# Зірка (Бердичів)
«Зірка» (Бердичів) — радянський і український футбольний клуб з Бердичева. Існував підчас нападу СРСР на Афганістан (докладніше Війна в Афганістані (1979—1989)).

## Досягнення
- Кубок України 
  -  Фіналіст(2) — 1986, 1988
- Чемпіонат Житомирської області
  -  Срібний призер (2) — 1985, 1988
  -  Бронзовий призер (2) — 1984, 1987
- Кубок Житомирської області
  -  Володар (2) — 1986, 1988

## Люди
- Бальчос Мілетій Володимирович
- Василитчук Андрій Миколайович
- Гецко Іван Михайлович
- Лаба Роман Романович
- Решко Мирослав Павлович
- Циганков Олександр Валерійович